# Zangilan
Pour le raïon, voir Zangilan (raion).
Zangilan (en azéri : Zəngilan) est une ville située dans le raion de Zangilan en Azerbaïdjan. De 1993 à 2020, elle portait le nom de Kovsakan (en arménien : Կովսական) et était une ville de la région de Kashatagh dans la république du Haut-Karabagh.

## Géographie
La ville est située sur la rive droite de la Voghji. Elle est traversée par la ligne de chemin de fer Midzhnavan - Kapan.

## Histoire
Sous l'Empire russe, Zangilan fait partie du raion de Zanguezour au sein du gouvernement d'Elisavetpol, créé en 1868. Pendant la période soviétique, le village devient le chef-lieu du raion du même nom créé le 8 août 1930 et obtient le statut de ville en 1967.
Lors de la guerre du Haut-Karabagh, Zengilan passe en 1993 sous le contrôle des forces arméniennes, ce qui entraîne l'exode de la population azérie dans le reste de l'Azerbaïdjan. La ville, rebaptisée Kovsakan, est intégrée à la région de Kashatagh dans la république du Haut-Karabagh et repeuplée par des Arméniens.
Le 20 octobre 2020, au cours de la seconde guerre du Haut-Karabagh, le président Ilham Aliyev annonce la prise de contrôle de la ville par l'armée azerbaïdjanaise. Conformément à l'accord de cessez-le-feu du 10 novembre suivant, l'Azerbaïdjan conserve l'ensemble du territoire conquis.
Le 31 juillet 2023, le président Aliyev signe un décret portant instauration du 20 octobre comme le jour de la ville de Zangilan.

## Démographie
La population s'élevait à 400 habitants en 2010.